# Hagiwara Hirotaku
Hirotaku Hagiwara (sinh ngày 11 tháng 7 năm 1986) là một cầu thủ bóng đá người Nhật Bản.

## Sự nghiệp câu lạc bộ
Hirotaku Hagiwara đã từng chơi cho Kataller Toyama.